# Shutter Bugged Cat
Shutter Bugged Cat (ou Guerrinha Doméstica) é o 159° curta-metragem da série Tom and Jerry e o 32° produzido durante a Era Chuck Jones. O curta-metragem contem cenas de outros curtas da época de William Hanna e Joseph Barbera: Part Time Pal, Nit-Witty Kitty, Johann Mouse, The Yankee Doodle Mouse, Heavenly Puss e Designs on Jerry. A história foi supervisionada por Tom Ray, enquanto William Hanna e Joseph Barbera receberam um crédito especial de diretor, embora eles não tenham feito nenhum trabalho real sobre ele.